# Wagnerova chalupa
Wagnerova chalupa je obytné stavení inspirované lidovou architekturou. Dům stojí v Lázních Bělohrad v okrese Jičín, kde byl vybudován v letech 1911–13.

## Investor
Investorem stavby byl textilní průmyslník Oldřich Wagner. Ten dlouho vlastnil dům na náměstí Bělohradu, později jej ale prodal a nechal pro sebe a svoji rodinu zbudovat stavení v ulici U Bažantnice čp. 201. Architektonický návrh domu vytvořil Wagnerův zeť, manžel jeho dcery Marie, architekt Paul Nørregaard, a to společně se svým vídeňským kolegou Axelem Wahlem Bauem.

## Historie
Dům byl vybudován v letech 1911–13. Po únoru 1948 byli do chalupy nastěhováni nucení nájemníci a rodina majitele musela až do 60. let 20. století přebývat pouze na půdě domu.
Od roku 1967 je budova chráněna jako kulturní památka.
V letech 2010–11 byl připraven projekt na rekonstrukci celého objektu a jeho doplnění přístavbou, záměr však byl realizován pouze částečně (výměna oken, dveří).

## Architektura
Architektonický návrh byl ovlivněn Národopisnou výstavou českoslovanskou, která zpopularizovala v roce 1895 lidovou kulturu, a také dílem Dušana Jurkoviče, který se nechal lidovou architekturou inspirovat. Na přípravě ideového projektu se podílel i bělohradský rodák, spisovatel Karel Václav Rais. Architekti Nørregaard a Bau vycházeli při tvorbě projektu ze svého studia lidové architektury Podkrkonoší. Na umělecké výzdobě interiéru se podílela Wagnerova dcera Marie – Nørregaardova manželka, studentka malíře a folkloristy Ludvíka Kuby. Vybavení interiéru (vyřezávané a malované selské skříně, truhly, ruční výmalba pokojů apod.) se nicméně do současnosti nezachovalo. 
Jedná se o jednopatrové stavení s polovalbovou střechou. Nejnápadnějším prvkem domu je zahradní průčelí, které se vyznačuje dřevěnou arkádou s profilovanými sloupky, prkennou balustrádou a lomenicí skládanou svisle a klasovitě.

## Zajímavost
Pro plánovanou návštěvu T. G. Masaryka v Lázních Bělohrad v roce 1930 byla z důvodu klidu a odloučenosti vybrána pro jeho ubytování právě Wagnerova chalupa. Kvůli stávkám spjatým s tehdejší hospodářskou krizí byla ale prezidentova návštěva zrušena.